# 劳斯莱斯压水反应堆
劳斯莱斯压水反应堆（Rolls-Royce pressurised water reactor；简称：Rolls-Royce PWR）是英国皇家海军委托劳斯莱斯为该国核潜艇设计的压水反应堆，最初使用于勇士级攻击核潜艇。现共开发三代，即PWR1、PWR2、PWR3。

## PWR1
1958年美英共同防御协定下的技术转让最终使劳斯莱斯在反应堆设计方面完全自给自足。PWR1采用纯英国设计的堆芯和反应堆装置，1965年达到臨界質量，比计划晚了四年。
反应堆燃料是浓缩度在93%到97%之间的高浓缩铀。每个核芯的寿命约为10年，因此在潜艇的使用寿命期间必须进行两次左右的燃料补给。

### 潜艇
- Core A[1]
  - 勇士级
    - Valiant
    - Warspite

  - 决心级
    - Resolution
    - Repulse
    - Renown
    - Revenge
- Core B[1]
  - 丘吉尔级
    - Churchill
    - Conqueror
    - Courageous
- Core Z[1]
  - 快速级
    - Swiftsure
    - Sovereign
    - Superb
    - Sceptre
    - Spartan
    - Splendid

  - 特拉法尔加级
    - Trafalgar
    - Turbulent
    - Tireless
    - Torbay
    - Trenchant
    - Talent
    - Triumph

## PWR2
PWR2是为前卫级核潜艇开发的，第一座PWR2反应堆于1985年完成，并于1987年8月在伏尔甘核反应堆测试中心（Vulcan Naval Reactor Test Establishment）开始测试。
反应堆燃料是浓缩度在93%到97%之间的濃縮鈾。PWR2反应堆堆芯“Core H”的使用寿命约为30年，无需更换燃料 。
2009年11月，国防核安全监管机构（Defence Nuclear Safety Regulator）对PWR2进行安全评估，2011年3月报告发布。报告认为该反应堆在即冷却剂流失事故和应急反应堆关闭后的潜艇深度控制这两个方面做得不好，PWR2“可能容易受到主电路结构故障的影响”，会对船员和公众造成重大安全隐患。
2012年1月，PWR2试验反应堆的冷却水中检测到辐射，这是由燃料包壳的微小裂口引起的。这一发现导致了前卫号潜艇不得不提前补充燃料。应急措施耗资2.7亿英镑。此事直到2014年才向公众披露。

### 潜艇
- Core H[1]
  - 无畏级
    - Vanguard
    - Victorious
    - Vigilant
    - Vengeance

  - 机敏级
    - Astute
    - Ambush
    - Artful
    - Audacious
    - Anson
    - Agamemnon
    - Agincourt

## PWR3
PWR3“基于美国设计但使用英国反应堆技术”。皇家海军建筑师学会报告称，英国很可能获得了美国海军在其弗吉尼亚级核潜艇中使用的S9G反应堆设计。与PWR2相比，其使用寿命更长，维护需求更低，成本与PWR2b（PWR2的改进版）大致相同。与PWR2相比，PWR3的零件数量也减少了30%。
2011年3月，国防部长霍理林对PWR3表示认可 。2011年5月，国防部宣布PWR3将用于继承者级潜艇（2016年改名为無畏級）。与PWR2相比，PWR3每艘船的购买和运营成本高出约5000万英镑，但这些成本可以被PWR3更长的寿命抵消。PWR3使用了计算建模测试，不需要建造测试反应堆。因此，劳斯莱斯运营的伏尔甘反应堆测试中心于2015年关闭。

### 潜艇
- 无畏级
  - HMS Dreadnought
  - HMS Valiant
  - HMS Warspite
  - HMS King George VI
- SSN(R)级（设计中）

## 扩展阅读
- Jones, Gareth.  (PDF) (学位论文). University of Plymouth. September 2019  [29 September 2021]. （原始内容存档 (PDF)于2022-04-08）.